# Esparrall
L'esparrall, esparralló o pinta (Diplodus annularis) és un peix teleosti de la família dels espàrids i de l'ordre dels perciformes.

## Morfologia
- Pot arribar als 24 cm de llargària total.
- El dors és ovalat, alt i comprimit lateralment.
- La boca és petita, terminal i una mica protràctil.
- Presenta diverses fileres de molars a cada mandíbula. També té incisius.
- Té una aleta dorsal. L'aleta pectoral, punxeguda, és quasi més llarga que el cap. Les pèlviques són curtes. L'anal és curta.
- Les aletes pèlviques són de color groc. Té una petita taca negra a la base de les pectorals.
- De color verd al dors i blanc als flancs.
- Té una taca negra en forma d'anell a la base de la cua.[5][6]

## Reproducció
La maduresa sexual arriba amb una talla de 10 cm i pot presentar sexes separats o ser hermafrodita proteràndric. Es reprodueix entre febrer i setembre a la Mediterrània occidental.

## Alimentació
Menja cucs, crustacis, mol·luscs gastròpodes i equinoderms.

## Hàbitat
És una espècie gregaria costanera que prefereix les praderies de Posidonia i els fons sorrencs amb Caulerpa fins als 30 m de fondària. Resisteix bastant la contaminació existent a l'interior dels ports.

## Distribució geogràfica
Es troba a les costes de l'Atlàntic oriental (Arxipèlag de Madeira, Canàries i des de les costes de Portugal fins a la Mar Cantàbrica), al Mediterrani, a la mar Negra i a la Mar d'Azov.

## Interès pesquer
La seua pesca comercial es realitza amb tremalls i gànguil. És una de les captures més freqüents amb volantí des d'embarcació. Es comercialitza com a morralla.